# Miejskie Teatry Dramatyczne (Kraków)
Miejskie Teatry Dramatyczne (od 1949 Państwowe Teatry Dramatyczne) – forma organizacyjna, w ramach której funkcjonowały w latach 1946 –1954 teatry krakowskie: Stary Teatr i Teatr im. Juliusza Słowackiego. Dyrektorem Miejskich Teatrów Dramatycznych był dyrektor Teatru im. Słowackiego. W 1949 doszło do upaństwowienia teatrów i powołania kolejnego tworu organizacyjnego – Państwowych Teatrów Dramatycznych. Upaństwowieniu uległ też majątek teatrów. Klasykę mógł wystawiać Teatr im. Słowackiego, a Staremu Teatrowi przypisano repertuar współczesny. Po usankcjonowaniu przez władze doktryny realizmu socjalistycznego, w Starym Teatrze grano tzw. sztuki produkcyjne. Taki administracyjny podział repertuaru utrzymał się do 1954, kiedy to rozdzielono teatry.

## Dyrektorzy
- 1946–1947 Juliusz Osterwa[2][7][8]
- Bronisław Dąbrowski[2]
- 1951–1954 Henryk Szletyński[9][10]

## Galeria

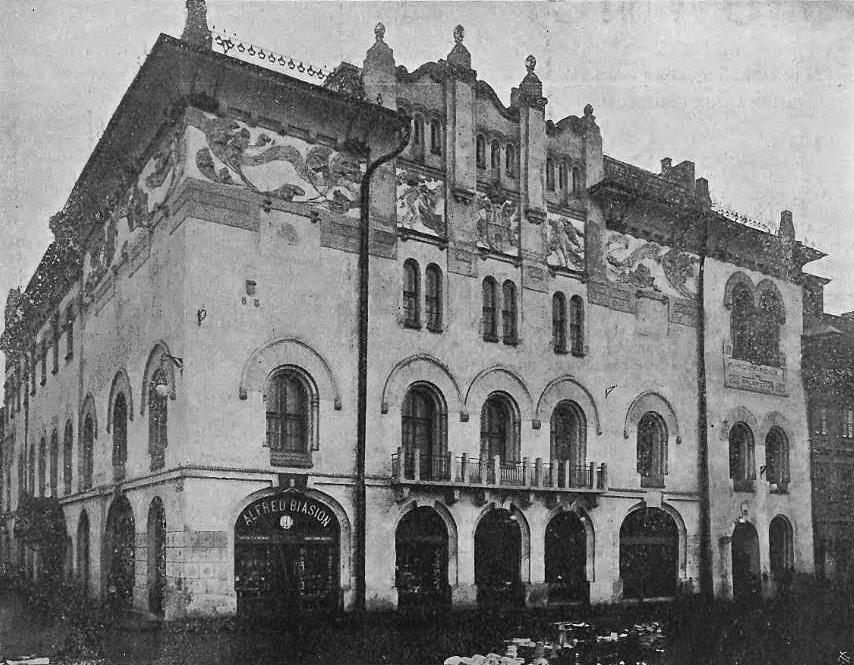
Stary Teatr
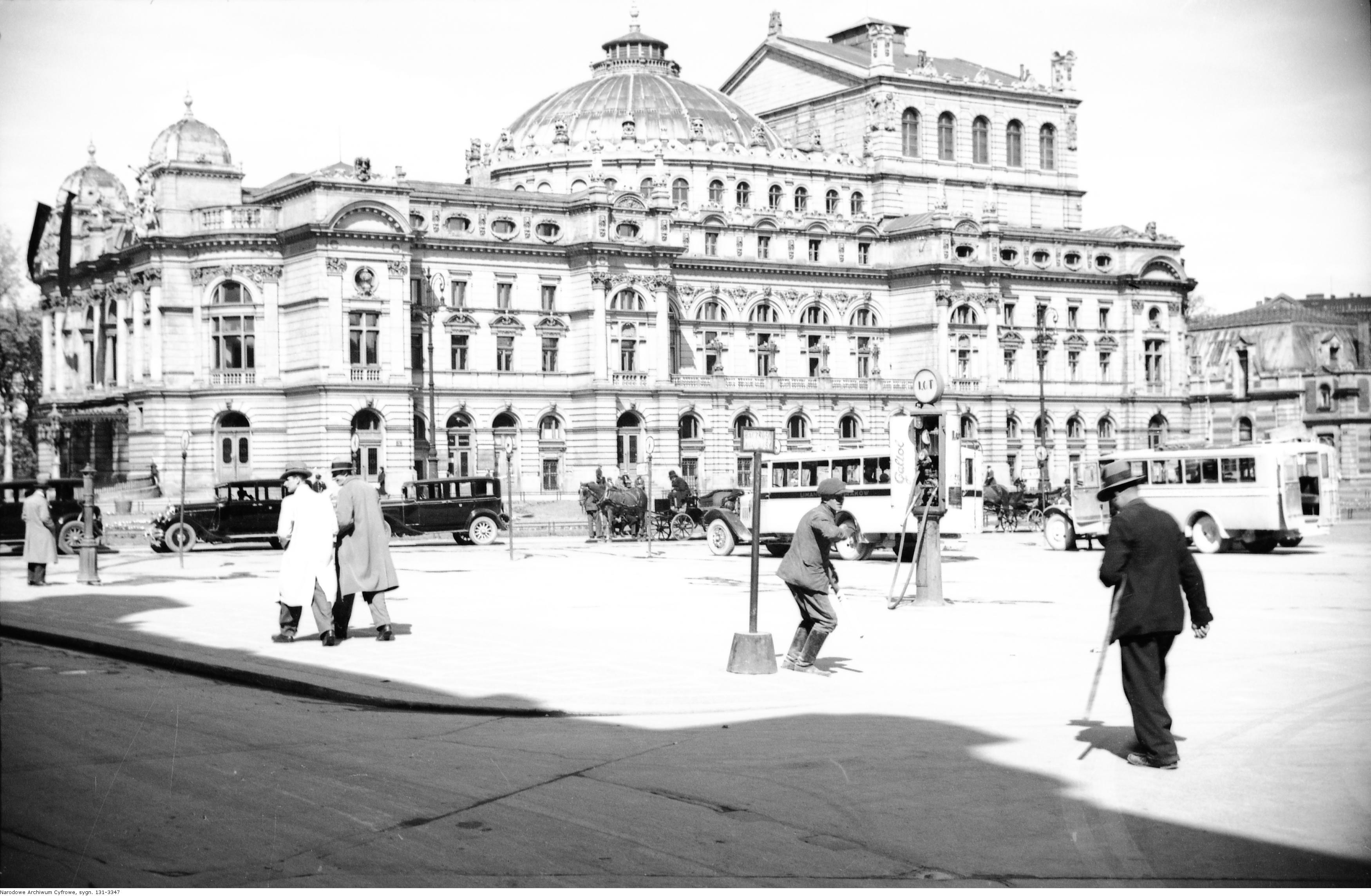
Teatr im. J. Słowackiego